# Yao Chen
Yao Chen (kinesiska: 姚晨), född 5 oktober 1979 i Shishi, Quanzhou, är en kinesisk skådespelerska och är den person på Sina Weibo med flest fans. 2014 listades hon av Forbes som världens 83:e mäktigaste kvinna.

## Biografi
Yao Chen föddes i Shishi i en medelklassfamilj och studerade kinesisk folkdans vid Beijing dansakademi åren 1993–97. Därefter studerade hon vid Beijing filmakademi åren 1999-2003. Hennes debutroll var som dotter till en konstnär i My Own Swordsman 2005. 2010 spelade hon Mango i If You Are the One 2 och innehade en roll i Colour Me Love. 2010 vann hon också The Golden Eagle för bästa skådespelerska. 
2011 besökte Chen flyktinglägret Mae La i norra Thailand i egenskap av UNHCR:s hedersbeskyddare för Kina. Under den här tiden ökade hennes följare på mikrobloggen dramatiskt. Chen är en bekännande kristen och påstår sig ha upptäckt Kristendomen i 25-årsåldern.
Åren 2004–11 var Yao Chen gift med skådespelaren Ling Xiao Su. Den 17 november 2012 gifte sig Chen med filmfotografen Cao Yu i Queenstown på Nya Zeeland.